# Loyola Records
Loyola Records es un proyecto artístico colaborativo y cooperativo surgido en Chile a finales del siglo XX, que da cuenta, en clave irónica, con inspiración situacionista, de las casualidades de vivir en un país que no tiene importancia alguna en la Historia del Arte ni dispone de acceso a colecciones importantes que expliquen el juego del arte, a diferencia de otros países latinoamericanos.

## Antecedentes
Este proyecto, creado formalmente en Talca el 17 de febrero de 1987, nace en torno a la personalidad del artista visual Arturo Cariceo, quien fuertemente influido por las ideas neodadaístas y post-situacionistas se encaminó a proponer un modelo de trabajo artístico que cuestiona, en forma colectiva y de manera cooperativa, cualquier signo de originalidad en el arte.
El nombre Loyola Records deriva del título de una popular cueca, “El Guatón Loyola”, y fue resultado de una sesión de tormenta de ideas realizada el mismo 17 de febrero a partir del dicho “Talca, París y Londres”, una expresión folklórica muy popular en Chile para aludir a una identidad regional ubícua. Y también al mito del supuesto origen de éste dicho, que según se dice, proviene de un lugareño que escuchó las palabras "Talca, París y Londres" de un turista inglés, quien realmente había exclamado en un intricado español: “¡Talca parece Londres!”. Tras haber encontrado mucha semejanza de una nebulosa noche talquina con su ciudad inglesa.
Los primeros antecedentes de Loyola Records se remontan a la fecunda actitud beligerante promovida por la Poesía Negra del grupo Mandrágora, pasando por la poesía mural del colectivo Quebrantahuesos, hasta el nomadismo poético de Rodrigo Lira. Es decir, la afinidad creativa de Loyola Records con el uso de la ironía, el humor negro y la experimentación con el lenguaje se nutre de la poesía crítica chilena del siglo XX.
Asimismo, el cuestionamiento al concepto de originalidad que Loyola Records promueve en Chile coincide con los modos de representación colectiva forjada por las experiencias neoístas de Monty Cantsin, el activismo plagiarista de Karen Elliot y la guerrilla medial desplegada por Luther Blissett. El proyecto chileno apela a la abolición de la identidad cultivada por estos pseudónimos colectivos, rehabilitando las motivaciones y concepciones en torno a la muerte del autor pero asumidas desde estímulos culturales propios de un país subdesarrollado.

## Descripción de la obra
Las actividades del proyecto están enfocadas a relatar todo lo que ocurrió una tarde de verano de 1987 en la Plaza de Armas de Talca, experiencia titulada "Fuckin’Marcianos" y que Loyola Records decidió versionar reiteradamente durante noventa años (1987-2077). 
Esta planificación de interpretar los momentos y visiones de un suceso ocurrido en un lugar y día específico, una y otra vez, hasta el año 2077, convierte el proyecto artístico de Loyola Records en una obra que está en constante construcción, desplegando una estructura abierta que se reconfigura de acuerdo al lugar, el medio y el entorno de cada puesta en escena.

## Interpretación y traducciones
Uno de los rasgos importantes del proyecto es el interés de Loyola Records por relacionar los sucesos del 17 de febrero de 1987 con la experiencia de grabar un “demo”. Y asociar el resultado de interpretar dicha experiencia al concepto de “cover”. Este juego con la terminología de la industria discográfica -implícito, además, en el nombre Loyola Records- tiene por función involucrar en la actividad creativa del proyecto a la filosofía del “Hazlo Tú Mismo”, la ética de la autogestión.
Desde 1997 las versiones de “Fuckin’Marcianos” son recopiladas bajo el título “Gil de Castro Golden Hits”, compilación que no sólo incluye las versiones populares o conocidas lanzadas a lo largo de los noventa años programados. También incluye ensayos de los covers, versiones descartadas, tomas alternas y remixes.
La culminación de esta metodología de trabajo, ha sido la membresía anónima de quienes han participado en el proyecto mediante tareas específicas (colaboración) y un trabajo realizado en común (cooperación). Los integrantes de Loyola Records mantienen su anonimato bajo el nombre colectivo Arturo Cariceo.
Si bien el proyecto prescinde de participar en espacios de circulación artístico, algunos covers de “Fuckin’Marcianos” han sido expuestos en la VII Bienal de La Habana (2000), Museo Nacional de Bellas Artes (MNBA, 2001), Museo de Arte Contemporáneo de Santiago (MAC, 1999, 2002, 2006) y Museo de Arte Contemporáneo de Korea (MOCA, 2005).

## Catálogo
- Fuckin’Marcianos (1987).
- Gil de Castro Golden Hits (1987-2077).